# Lägsta bud-auktion
Lägsta bud-auktioner är auktioner där det lägsta unika budet vinner, istället för det högsta. Det är alltså en omvänd auktion. I gengäld är det förenat med en kostnad att lägga ett bud.
I Sverige betraktas lägsta bud-auktioner som lotteri.